# U.S. Route 36
U.S. Route 36 (också kallad U.S. Highway 36 eller med förkortningen  US 36) är en amerikansk landsväg. Den går ifrån Rocky Mountain National Park i Colorado i väster till Uhrichsville i Ohio i öster och har en längd på 2 276 km.